# Tetepare
Tetepare est la plus grande île inhabitée du Sud de l'océan Pacifique avec 182 km2. Elle fait partie des Salomon.
Cette île a été autrefois habitée, mais ses habitants l'ont abandonnée au début du XIXe siècle, sans que l'on en connaisse précisément la raison. Des descendants de cette population émigrée parlent d'attaques de guerriers venus des îles voisines ou encore de maladies apportées par des chasseurs de baleines. Ils militent pour la protection de cette île, notamment des tentatives d'établissements touristiques.